# 미국 국토안보부
미합중국 국토안보부(United States Department of Homeland Security, DHS)는 테러로 인한 공격과 자연 재해로부터 미국 국토의 안전을 지키기 위해 2002년 11월에 설치된 미국 연방 정부의 중앙 행정 기관이며 미국의 국가 안보를 총괄하는 기구이다. 휘하에 국가 안보 및 치안 유지에 필요하다고 생각되는 기구를 집합시켜서 중복 업무를 막고 효율적이고 신속한 국가 안전을 보장하기 위해서 설립되었다.
연방 정부의 국토안보부에 대응하기 위해서 미국의 각 주에는 국토안전보장국(United States Office of Homeland Security, OHS)이 설치되어 있다. 국가 안보라는 것은 테러나 중대 범죄만이 아니라 국가적 위기 상황 전반을 의미하기 때문에 이런 상황에 대응하기 위해서 연방 재난관리청까지 두고 있다. 그리고 대통령 경호기구인 비밀경호국까지 휘하에 두고 있다. 단순히 방첩, 치안 기구를 넘어선 국가에 위해가 발생할 때 대응하기 위한 총기구이다.

## 업무 분야
미국의 국가 안보를 위한 모든 분야이다. 미국 국토가 공격당하는 사상 초유의 사태에 대응하기 위한 기구로써, 사전의 국가 안보 보호는 물론이고 사후의 상황 발생시에 대응까지 전담하고 있다. 국내 안보 보장이 목적이기에 미국 내에서 활동한다.

## 산하 기관
산하에 교통안전청(Transportation Security Administration; TSA)을 두고 있다. 연방이민국(U.S. Citizenship and Immigration Services; USCIS)도 국토안보부 산하 기관이다.
그 외에도 국토안보부정보분석실(Office of Intelligence & Analysis : I&A), 미국 해안경비대정보국(Coast Guard Intelligence and Criminal Investigations Program) 등의 별도 산하 정보기관을 두고 있다. 물론 이들은 모두 미국 국가 정보국에서 관제하는 정보공동체 소속 기관들이다.

## 조직
국토안보부는 다음의 5개 본부로 구성되어 있다.
- 연방·지방 연락 본부
- 국토 인프라스트럭처 위협·위험 분석 본부
- 감시·경고 본부
- 국경 및 화학·생물·방사능·핵·강화 고성능 폭약 병기의 위협 분석 본부
- 국토 환경 위협 분석 본부

국토안보부의 조직은 매우 광대하기 때문에 미국 의회의 상원의원 100명 전원이 조직을 감독하는 위원회나 소위원회에 속하고 있다.

## 역사
- 2001년 9월 11일 : 미국 전역에서 동시 다발적인 테러가 발생 (9.11 테러)
- 2002년 11월 25일 : 국토안보부 설립에 관한 법에 조지 부시 대통령이 서명해 미국의 중앙 행정 기관이 된다.
- 2003년 1월 24일 : 정식으로 업무를 개시

## 설치 경위
2001년 9월 11일에 발생한 미국의 동시 다발적인 테러(9.11 테러)는 사전에 무수한 정보가 있었음에도 불구하고 전혀 조치를 취하지 못하고 테러 공격을 받음에 따라 미국 사회에 많은 충격을 주었다. 이러한 경험을 바탕으로 그때까지 미국 국내의 안전 정보에 관한 정보 기관이 여러 곳에 22개의 조직으로 분립되어 있었던 것을 미국 의회의 주도에 따라 하나로 통합했다. 이 통합에 따라 당시 총원 17~18만명(현재는 20만명 이상)의 직원을 거느리는 거대 조직인 국토안보부가 설립되었다.
과거 미국 정부 역사 50년 동안 없었던 대규모의 통합 및 합병에 따라 미국 국방부에 버금가는 거대 연방 정부 중앙 행정 기관이 나타났다. 평시와 전시를 가리지 않고 24시간 기능하며 대통령의 지휘에 속한다.

## 문제점
- 미국 의회가 의도하고 있던 CIA와 FBI의 통합은 CIA의 카운터 테러리즘 센터와 FBI의 테러리스트 스크리닝 센터가 종래와 같이 독자적인 권한을 보유하고 있는 채로 행동, 기능하고 있기 때문에 조직 통합이 성공하지 못했다.[1]
- 2003년 3월에 연방 긴급 사태 관리국(FEMA)이 대통령 직할 기관에서 국토안보부의 하위 기관이 됨에 따라 권한과 규모가 축소되었다. 그 때문에 2005년에 잇따라 미국을 강타했던 허리케인 재해에의 대응이 적절히 행해지지 못했다고 존재 의의가 추궁당했다. 또한 부시 대통령의 대(對) 테러 편중 정책에 대한 비판도 쏟아졌다.
- 9.11 테러 사건 이후, 각종 조사 기관에 의해서 행해지고 있는 전화 회선이나 컴퓨터 네트워크의 감청, 그리고 우편물의 검열이 문제되고 있다. 개봉된 우편물 등은 국토안보부의 봉함이 있으므로 용이하게 판별할 수 있지만 근거없는 무작위의 조사로 인해 고통을 받는 사람들도 있다.

## 같이 보기
- 사이버스톰 훈련
- 인터넷 보안